# Pterolophia albonigra
Pterolophia albonigra är en skalbaggsart som beskrevs av J. Linsley Gressitt 1940. Pterolophia albonigra ingår i släktet Pterolophia och familjen långhorningar. Inga underarter finns listade i Catalogue of Life.